# Septemberprogramm
Het Septemberprogramm (Nederlands: Septemberprogramma) was een voorstel van o.a. rijkskanselier Theobald von Bethmann-Hollweg aan de Duitse politieke en industriële elite in september 1914, tijdens het begin van de Eerste Wereldoorlog, voor de herindeling van Europa na de (toen nog als vanzelfsprekend verwachte) 'aanstaande overwinning' van de Duitsers en hun bondgenoten.

## Het plan
België moest zijn oostelijke gebieden aan Duitsland afstaan en het restant moest een Duitse vazalstaat worden. Frankrijk moest eveneens een flink stuk afstaan, voornamelijk Lotharingen en een strook langs de noordelijke grens. Luxemburg werd geannexeerd door Duitsland. Aan de oostgrens moest een flink stuk van het Russische grensgebied bij Duitsland komen terwijl er tevens een ring van vazalstaten moest komen. De nieuwe 'onafhankelijke' Baltische staten, een heropgericht Polen, Oekraïne en eventueel ook nog Finland. Al deze staten moesten economisch en politiek afhankelijk van Duitsland gemaakt worden, inbegrepen de Scandinavische landen, Nederland, Frankrijk, Zuid-Europa en de Balkanlanden. Ten slotte kwamen de Belgische koloniën in Afrika bij de Duitse koloniën met nog een gedeelte van de Franse koloniën.

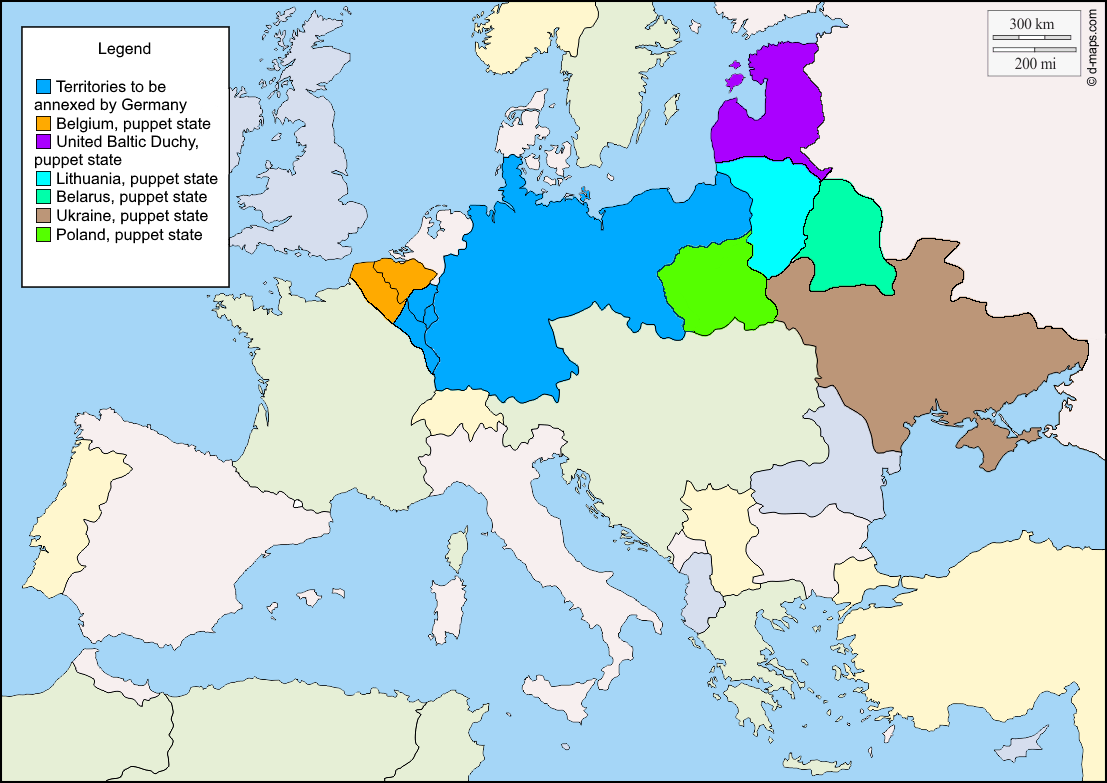

## De praktijk
Door de instorting van het Russische leger tijdens de Russische Revolutie van 1917 moest Rusland de strijd aan het oostelijke gevechtsfront opgeven. Met de Vrede van Brest-Litovsk in 1918 tussen Duitsland en het nieuwe Russische Sovjetbewind wist Duitsland de doelstellingen van het oorspronkelijk Septemberprogramm aan de oostelijke grenzen grotendeels te verwezenlijken, al was het slechts voor korte tijd. Maar aan het westelijke front bleef de strijd doorgaan en uiteindelijk moest hier Duitsland zich gewonnen geven aan de westelijke geallieerden.
Door het uiteindelijke verlies van de oorlog door Duitsland en zijn bondgenoten, en de nietigverklaring van het Verdrag van Brest-Litovsk door het Verdrag van Versailles, werd het Septemberprogramm plan nooit blijvend uitgevoerd. Wel bleven de door het Verdrag van Brest-Litovsk in het leven geroepen staten in oostelijk Europa, na diverse grenscorrecties, tot op de huidige dag bestaan.